# 绛郡 (西魏)
绛郡，中国南北朝时设置的郡。
建义初年置南绛郡，西魏恭帝改南绛郡置绛郡，属建州。治所在绛县（今山西绛县南5公里东南城村附近）。北周属绛州，辖境相当与今山西省绛县、翼城县等地。下辖绛县、小乡县。隋文帝开皇三年（583年）废绛郡，属县归属绛州。隋炀帝时再设绛郡。